# روجر ألبيرتسين
روجر ألبيرتسين (بالنرويجية البوكمول: Roger Albertsen)‏ هو لاعب كرة قدم ومدرب كرة قدم نرويجي في مركز الوسط، ولد في 15 مارس 1957 في Tyssedal ‏ في النرويج، وتوفي في 2 مارس 2003 بسبب سرطان. شارك مع منتخب النرويج تحت 21 سنة لكرة القدم ومنتخب النرويج لكرة القدم. أما مع النوادي، فقد لعب مع أدو دين هاغ وفاينورد ونادي أولمبياكوس ونادي جينك ونادي روسنبورغ.

## وصلات خارجية
- روجر ألبيرتسين على موقع اتحاد النرويج (النرويجية)
- روجر ألبيرتسين على موقع قاعدة بيانات كرة القدم.إي يو (الإنجليزية)
- روجر ألبيرتسين على موقع ناشيونال فوتبول تيمز (الإنجليزية)
- روجر ألبيرتسين على موقع عالم كرة القدم.نت (الإنجليزية)